# Жоанідія Содре
Жоанідія Нуньєс Содре (порт. Joanídia Núñez Sodré; 22 грудня 1903, Порту-Алегрі, Бразилія — 7 вересня 1975, Ріо-де-Жанейро, Бразилія) — бразильська піаністка, композиторка та диригентка.

## Життєпис
Жоанідія Содре народилася в Порту-Алегрі. З чотирирічного віку з родиною мешкала в Ріо-де-Жанейро. Навчалася грі на фортепіано в Альберто Непомусено, потім закінчила Національний інститут музики, де навчалася в Енріке Освальда (фортепіано), Франсіско Брагі (композиція) та Аньєло Франса (гармонія). Після закінчення навчання у 22-річному віці стала професором гармонії Національного інституту музики. У 1927—1930 роках удосконалювала навички у Берлінській вищій школі музики під керівництвом Пауля Юона (композиція) та Ігнаца Вагхальтера (диригування).
Після повернення до Бразилії заснувала та очолила жіночий хор, а потім у 1939 році молодіжний оркестр та стала одним із перших диригентів. Викладала гармонію у Національному інституті музики, у 1946—1967 роках обіймала посаду директора інституту. Жоанідія Содре — стала першою жінкою-директором Національної музичної школи (Музична школа Федерального університету). Померла 1975 року в Ріо-де-Жанейро на 72-му році життя.

## Творчість
Авторка опери «Каса Форте» (порт. Casa Forte; 1927), кантат для хору й оркестру «Соняшник» (порт. Girassol) та «Пожежа в Римі» (порт. Incêndio em Roma), камерних творів. Авторка підручників з контрапункту та інструментування.
У 1967 році заснувала Національну академію музики (порт. Academia Nacional de Música).